# NGC 6154
NGC 6154 ist eine 12,8 mag helle Balken-Spiralgalaxie mit aktivem Galaxienkern vom Hubble-Typ SBa im Sternbild Herkules am Nordsternhimmel. Sie ist schätzungsweise 276 Millionen Lichtjahre von der Milchstraße entfernt und hat einen Durchmesser von etwa 170.000 Lichtjahren. 
Das Objekt wurde am 15. Mai 1787 von Wilhelm Herschel mit einem 18,7-Zoll-Spiegelteleskop entdeckt, der sie dabei mit „vF, S, R, lbM, easily resolvable, near some small stars“ beschrieb.